# دیده‌بان‌فضا ۴۲۵۵
سیارک ۴۲۵۵ (به انگلیسی: 4255 Spacewatch، نامگذاری:1986GW) چهار هزار و دویست و پنجاه و پنجمین سیارک کشف شده‌است که در ۴ آوریل ۱۹۸۶ کشف شد.
قدر مطلق سیارک برابر ۱۳٫۵۰ است.